# Étoile et croissant

Représentation classique de l'étoile et du croissant.

Une (ou des) étoile(s) à proximité d'un croissant de lune forme la base d'un des symboles largement répandus à travers le monde. 
Présent depuis l'Antiquité,,, depuis l'ouest de la Méditerranée en Numidie (actuelle Algérie) jusqu'à l'Inde, cette combinaison est aujourd'hui plus largement  reconnue comme l'un des symboles de l'Islam ou des pays et populations musulmans, bien que cette religion interdise l'usage de symboles pour la désigner[réf. nécessaire]. On le trouve cependant encore aujourd'hui dans des usages qui n'ont aucun rapport avec l'Islam.

## Origines

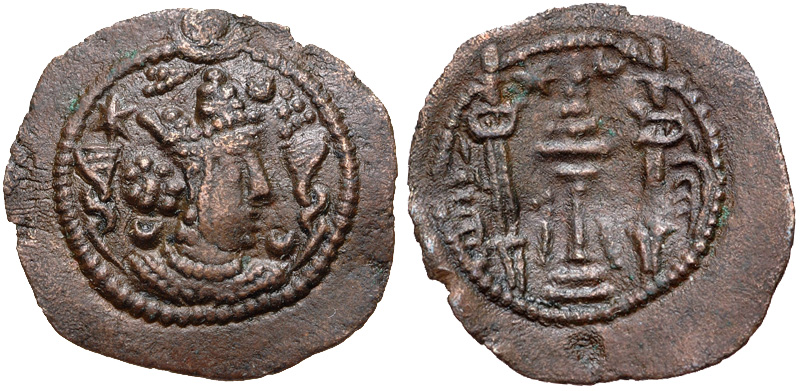
Étoile et croissant sur une pièce à l'effigie de Kavadh Ier

L'origine du croissant et de l'étoile comme symboles date des temps de Babylone et de l'Égypte ancienne.
On retrouve aussi trace de ce symbole dans les cultes pré-islamiques du Proche-Orient ancien aux côtés d'autres symboles et rituels païens adoptés par l'islam. L'étoile et le croissant sont des symboles centraux de toutes les religions sémitiques moyen-orientales, puisque l'étoile, en l’occurrence la planète Vénus, symbolise Ishtar, déesse de l'amour et de la guerre, et la lune symbolise Sîn, père d'Ishtar et de Shamash, le soleil.
Le symbole lunaire accompagné de l'étoile a également été adopté par d'autres panthéons, pour Hécate et Artémis chez les Grecs, Diane chez les Romains.
Dans l'iconographie chrétienne, la Vierge Marie est souvent représentée avec la lune sous ses pieds, en référence à un verset de l'Apocalypse, et couronnées de douze étoiles.

### Transmission à l'Islam
La ville de Byzance (avant la fondation de Constantinople) connaît ce symbole qu'elle associe à la divinité Hécate, spécialement adorée dans la région. Lorsque Philippe II de Macédoine essaie de s'emparer de cette ville en 340 av. J-C, il lance une attaque sous couvert de l'obscurité, mais l'apparition de la lune fait découvrir et échouer son action.
Cet événement est interprété comme une intervention divine de la déesse. Son symbole devient alors celui de la ville. Il apparait sur les monnaies frappée dans toute la région. L'étoile a alors couramment six ou huit branches. 
Les Köktürks qui migrent dans la région après la chute de leur empire aux alentours de 800, adoptent le symbole et l'utilisent pour leurs monnaies. Leurs descendants, les Turcs, l'utilisent comme symbole national. Lorsqu'ils sont islamisés, ils adoptent une forme d'étoile à cinq branches, possiblement comme référence aux cinq piliers de l'islam. Ils répandent ensuite le symbole dans tous les territoires qu'ils dominent dans leur empire. Au cours du XXe siècle, le symbole est adopté par les pays musulmans qui acquièrent leur indépendance, qu'ils soient anciennement sous domination turque (Algérie, Tunisie, Libye), ou s'en inspirent (Pakistan, Turkménistan).
Dans son interprétation musulmane, plusieurs significations lui sont attachées :
- l'étoile à cinq branches peut représenter les cinq piliers de l'Islam.
- le croissant peut symboliser le dernier croissant de Lune, qui marque la fin du mois du ramadan.

## Usages divers

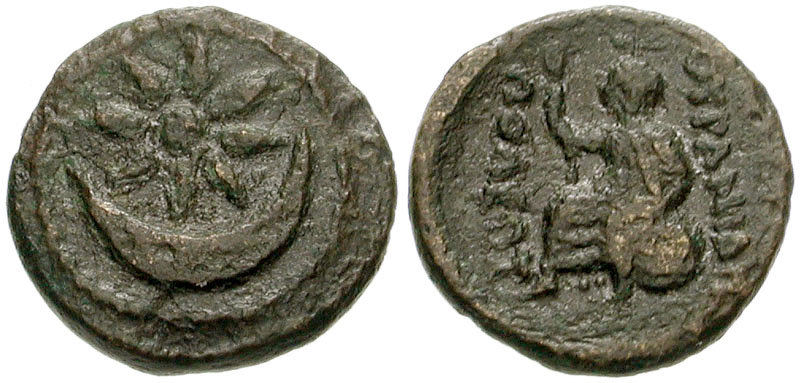
monnaie d'Uranopolis, Macedoine, ca. 300 av JC
héraldique de la ville anglaise de Portsmouth
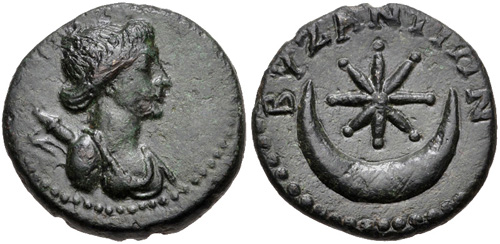
monnaie de Byzance, époque romaine (Ier siècle), un buste d'Artemis côté face, et au revers une étoile à huit branches dans un croissant.

## Drapeaux
Voici une liste non exhaustive de drapeaux officiels contenant ce symbole. Dans certains cas, tel celui de Singapour, l'étoile et le croissant revêtent des significations sans rapport avec l'islam.

Drapeau de l'Algérie
Drapeau de l'Azerbaïdjan
Drapeau des Comores
Drapeau de la Libye
Drapeau de la Malaisie
Drapeau de la Mauritanie
Drapeau de l'Ouzbékistan
Drapeau du Pakistan
Drapeau de la république turque de Chypre du nord
Drapeau de la Turquie
Drapeau de Tunisie
Drapeau du Turkménistan
Drapeau de Singapour

### Anciens drapeaux

Drapeau de Hyderabad (1724-1948)
Drapeau de khédivat d'Égypte (1867-1882) puis sultanat d'Égypte (1914-1923)
Drapeau du royaume d'Égypte (1923-1953) puis de l'Égypte (1953-1958)

### Drapeaux non officiels

Drapeau des Bosniaques
Drapeau de Cyrénaïque
Drapeau du Tatarstan
Drapeau du Turkestan oriental
Drapeau du Turcomans d'Irak
Drapeau du Siddi (Murud-Janjira)
Drapeau de Nation of Islam
Drapeau de la République arabe sahraouie démocratique